# Grand-Lahou
Grand-Lahou es un departamento de la región de Grands-Ponts, Costa de Marfil. En mayo de 2014 tenía una población censada de 151 313 habitantes.
Se encuentra ubicado al sur del país, cerca de la desembocadura del río Bandama.